# Riddim
Riddim é a pronúncia em patoá jamaicano da palavra Inglesa "rhythm", mas na linguagem do reggae, dancehall, calipso, soca e reggaeton se refere ao acompanhamento instrumental de uma canção. Estes gêneros consistem do riddim com a parte vocal cantada pelo deejay. A estrutura da canção resultante é distinta em muitas maneiras. Um dado riddim, se popular, pode ser usado em dezenas —ou até mesmo em centenas—de canções, não apenas em gravações de estúdio como em apresentações ao vivo.

## Definição
Alguns riddims clássicos, como o "Nanny Goat" e "Real Rock" ambos produzidos por Clement "Coxsone" Dodd, são essencialmente a faixa de acompanhamento das canções de reggae dos anos 1960 com estes nomes. Desde os anos 1980, entretanto, os riddims começaram a ser originalmente compostos por be produtores e beatmakers, que dão aos riddims nomes originais e, tipicamente, contratam artistas para colocar seu vocal na faixa.  Portanto, por exemplo, "Diwali" é o nome não de uma canção, mas de um riddim criado por Steven "Lenky" Marsden, e subsequentemente usado como base para várias canções, tais como a de Sean Paul, "Get Busy" e a de Bounty Killer, "Sufferer."
"Riddims são os principais blocos de construção musicais de músicas populares jamaicanas.... Em qualquer período, de dez a quinze riddims são amplamente usados em gravações de dancehall, mas apenas dois ou três destes são o now ting (e.g., os mais recentes riddims que todo mundo deve gravar se quiser que sua música seja tocada no clube ou no rádio).... Em performances de dancehall, aqueles cujo "timing" é perfeito na gravação dos riddims são chamados de riding di riddim.
"Riddim dubstep" desde 2015 é também um termo para se referir ao sub-gênero do dubstep que tende a ser repetitivo e pulsante por natureza. O nome originalmente vem da pronúncia do Patoá Jamaicano de ritmo (rhythm), e pode também ser usada para descrever o fundo instrumental de uma variedade de gêneros fora do dubstep. O riddim é caracterizado por uma forte linha de baixo e padrão de bateria, em camadas muito minimalísticas. O riddim sempre usa elementos do trap, como snares, hats e 808, mas muito mais focado no uso do grave.

## Uso
Riddims são partes instrumentais de faixas de reggae, lovers rock, dub, ragga, dancehall, soca, bouyon e também grime. Em casos raros, no reggaeton, que é amplamente baseado nos riddims Dem Bow e Poco de Steely & Clevie do começo dos anos 1990.
Em outros contextos musicais, um riddim pode ser chamado de groove ou batida. Na maioria dos casos o termo riddim é usado em referência à toda parte instrumental ou seção rítmica, mas nos riddims de roots reggae riddims, riddim é usado em referência a uma certa linha de baixo ou padrão de bateria.
Algumas canções contemporâneas podem também se tornar riddims. O instrumental da canção de Ne-Yo, "Miss Independent" se tornou um riddim popular; muitos artistas do dancehall gravaram canções usando a faixa instrumental. Outras canções também tem inspirados novos riddims, tais como “Faith" de George Michael, que se tornou o Faith riddim, ou a canção do The Cure, "Close to Me", que se tornou o Cure riddim e a canção de R. Kelly, "Snake", que se tornou o Baghdad riddim.

## Produtores
Notáveis produtores de reggae no uso de riddims incluem:
- Mikey Dread
- Black Chiney
- Bobby "Digital" Dixon
- King Jammy
- Dave Kelly
- King Tubby
- Steven "Lenky" Marsden
- Henry "Junjo" Lawes
- Joe Gibbs
- Donovan Germain
- Steely & Clevie
- Bost & Bim

## Principais riddims
Alguns dos riddims mais usados são:
- Real Rock
- Full Up
- Answer
- General
- Punanny
- Sleng Teng
- Stalag
- Tempo